# Betrideildin kvinnur (2020)
W roku 2020 odbywa się 36. edycja Betrideildin kvinnur – pierwszej ligi piłki nożnej kobiet na Wyspach Owczych. W rozgrywkach wzięło udział 6 klubów z całego archipelagu. Tytuł mistrzowski obroniła drużyna KÍ Klaksvík. W 2018 roku sponsorem tytularnym rozgrywek został bank Betri. Nowa nazwa obowiązywać będzie do roku 2022.
Początkowo rozgrywki miały zacząć się 22 marca, jednak z powodu pandemię COVID-19 pierwsze mecze odbyły się 24 maja 2020. Nie przesunięto daty zakończenia rozgrywek.
Najlepsza drużyna awansowała do Ligi Mistrzyń UEFA, jednak żadna drużyna nie spada do niższego poziomu rozgrywek.

## Uczestnicy
| Uczestnicy Betrideildin kvinnur 2019                                                                          | Uczestnicy Betrideildin kvinnur 2019 | Uczestnicy Betrideildin kvinnur 2019 | Uczestnicy Betrideildin kvinnur 2019 |
| --- | ------------------------------------ | ------------------------------------ | ------------------------------------ |
| KÍ | KÍ Klaksvík                          | Klaksvík                             | 1                                    |
| HB | HB Tórshavn                          | Tórshavn                             | 2                                    |
| ESS | EB/Streymur/Skála ÍF                 | Eiði / Streymnes / Skáli             | 4                                    |
| B36 | B36 Tórshavn                         | Tórshavn                             | 5                                    |
| Nowi uczestnicy                                                                                               |                                      |                                      |                                      |
| ÍVB | ÍF/Víkingur/B68                      | Fuglafjørður / Norðragøta / Toftir   |                                      |
| NSÍ | NSÍ Runavík                          | Runavík                              |                                      |
| Oznaczenia: - kolumna pierwsza – skróty nazw drużyn, - kolumna trzecia – miejsce zajęte w poprzednim sezonie. |                                      |                                      |                                      |

## Tabela ligowa
| Lp. | Drużyna              | M  | Z  | R | P  | Bramki | Bramki | Różn. | Pkt | Uwagi                          |
| --- | -------------------- | -- | -- | - | -- | ------ | ------ | ----- | --- | ------------------------------ |
| 1   | KÍ Klaksvík (M)      | 20 | 18 | 2 | 0  | 55     | 17     | +38   | 56  | Liga Mistrzyń UEFA • 2021/2022 |
| 2   | NSÍ Runavík          | 20 | 8  | 6 | 6  | 38     | 29     | +9    | 30  |                                |
| 3   | HB Tórshavn          | 20 | 7  | 6 | 7  | 38     | 31     | +7    | 27  |                                |
| 4   | B36 Tórshavn         | 20 | 6  | 5 | 9  | 23     | 31     | −8    | 23  |                                |
| 5   | ÍF/Víkingur/B68      | 20 | 5  | 4 | 11 | 26     | 40     | −14   | 19  |                                |
| 6   | EB/Streymur/Skála ÍF | 20 | 4  | 1 | 15 | 16     | 48     | −32   | 13  |                                |

## Wyniki spotkań

### Regularne spotkania
| Gospodarz \ Gość     | B36 | ESS | HB  | ÍVB | KÍ  | NSÍ |
| B36 Tórshavn         |     | 4:1 | 0:2 | 4:1 | 0:2 | 0:1 |
| EB/Streymur/Skála ÍF | 0:0 |     | 2:1 | 0:2 | 0:4 | 2:6 |
| HB Tórshavn          | 1:1 | 5:1 |     | 0:2 | 0:4 | 2:6 |
| ÍF/Víkingur/B68      | 2:2 | 2:1 | 1:2 |     | 0:1 | 1:1 |
| KÍ Klaksvík          | 3:2 | 3:0 | 3:2 | 3:2 |     | 1:0 |
| NSÍ Runavík          | 1:1 | 4:0 | 2:0 | 2:2 | 1:2 |     |

Aktualne na 23 października 2020. Źródło: FaroeSoccer.com
Objaśnienia:
1Drużyna gospodarzy jest wymieniona po lewej stronie tabeli.
Kolory: zielony – zwycięstwo gospodarzy, żółty – remis, różowy – zwycięstwo gości.

### Dodatkowe spotkania
| Gospodarz \ Gość     | B36 | ESS | HB  | ÍVB | KÍ  | NSÍ |
| B36 Tórshavn         |     | 0:1 | 2:1 | 2:1 | 0:5 | 1:0 |
| EB/Streymur/Skála ÍF | 2:0 |     | 1:0 | 0:1 | 1:2 | 2:3 |
| HB Tórshavn          | 1:1 | 3:1 |     | 2:0 | 0:3 | 5:1 |
| ÍF/Víkingur/B68      | 3:1 | 1:0 | 2:4 |     | 1:2 | 1:5 |
| KÍ Klaksvík          | 3:1 | 6:1 | 1:1 | 4:1 |     | 2:0 |
| NSÍ Runavík          | 0:1 | 1:0 | 4:4 | 3:1 | 2:2 |     |

Aktualne na 23 października 2020. Źródło: FaroeSoccer.com
Objaśnienia:
1Drużyna gospodarzy jest wymieniona po lewej stronie tabeli.
Kolory: zielony – zwycięstwo gospodarzy, żółty – remis, różowy – zwycięstwo gości.

## Najlepsi strzelcy
Stan na 23 października 2020
| Bramki | Strzelcy              | Drużyna              |
| ------ | --------------------- | -------------------- |
| 17     | Evy á Lakjuni         | KÍ Klaksvík          |
| 12     | Heidi Sevdal          | NSÍ Runavík          |
| 7      | Kára Djurhuus         | HB Tórshavn          |
| 7      | Olga Kristina Hansen  | B36 Tórshavn         |
| 7      | Jacoba Langgaard      | ÍF/Víkingur/B68      |
| 7      | Julia Naomi Mortensen | HB Tórshavn          |
| 6      | Rannvá Andreasen      | KÍ Klaksvík          |
| 6      | Ása Carlsen           | HB Tórshavn          |
| 6      | Laila Pætursdóttir    | NSÍ Runavík          |
| 6      | Jensa Tórolvsdóttir   | ÍF/Víkingur/B68      |
| 5      | Hanna Højgaard        | ÍF/Víkingur/B68      |
| 5      | Elin Maria Isaksen    | HB Tórshavn          |
| 5      | Lea Lisberg           | EB/Streymur/Skála ÍF |
| 4      | 7 zawodniczek         | 7 zawodniczek        |
| 3      | 8 zawodniczek         | 8 zawodniczek        |
| 2      | 7 zawodniczek         | 7 zawodniczek        |
| 1      | 22 zawodniczki        | 22 zawodniczki       |
| sam.   | 12 zawodniczek        | 12 zawodniczek       |